# بادبادک

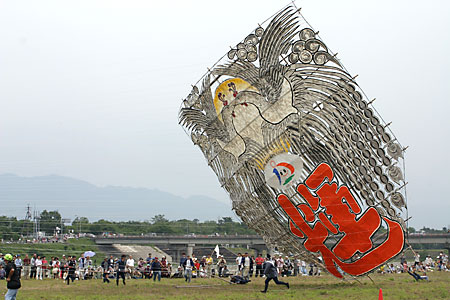
جشنواره بادبادک‌ها در ژاپن

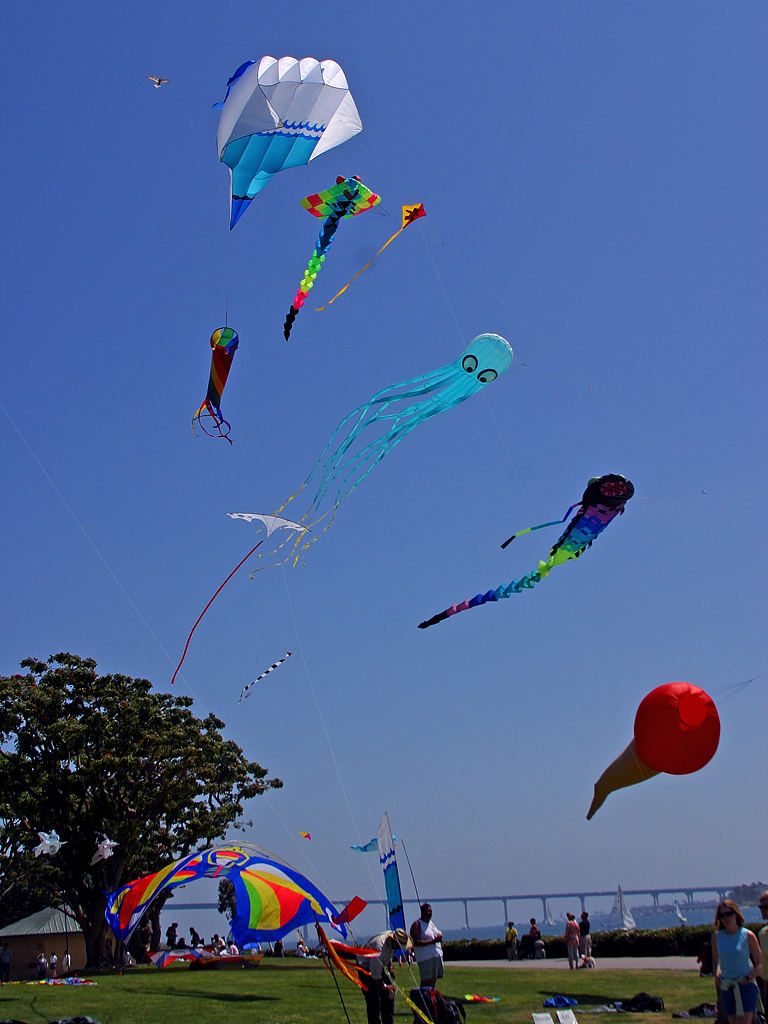

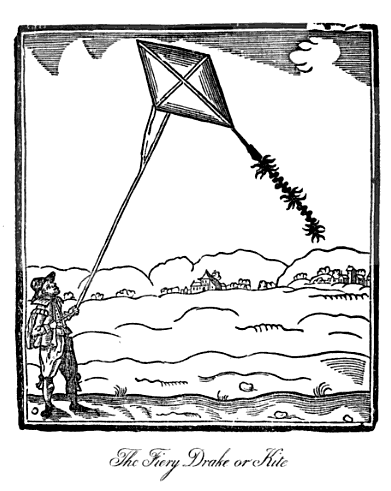

بادبادَک (به انگلیسی: Kite) نوعی هواگرد ثابت‌بال است. 
نام‌های دیگر آن که در زبان فارسی استفاده می‌شده بادپرک یا کاغذباد است.

## تاریخچه
بادبادک یکی از اختراعات قدیمی چین است و تاریخی دیرینه دارد.
در کتاب‌های قدیمی نوشته شده‌است که در سال ۴۰۰ قبل از میلاد، «مو زی» اندیشمند معروف و «لو بان» استاد نجاری در چین با خیزران و چوب پرندگان چوبی ساختند. این نوع پرندگان که «مو یوان» نام دارد، می‌توانست در هوا پرواز می‌کرد. این بادبادک نخستین بادبادک جهان محسوب می‌شود. بعدها مردم با خیزران و ابریشم بادبادک ساختند. بعد از آن از کاغذ استفاده کردند و بادبادک‌هایی به نام «جیر یوان» ساختند («جیر» در زبان چینی کاغذ معنا می‌دهد). در اواخر سلسله تانگ (سال ۶۱۸ تا ۹۰۷ میلادی) مردم سوتی در «جیر یوان» نصب می‌کردند و سوت با دمیدن باد به داخل آن به صدا درمی‌آورد و بدین سبب بادبادک گرفت.
بادبادک قبلاً یک وسیله نظامی بود؛ مثلاً برای اندازه‌گیری فاصله بین واحدهای نظامی دو کشور یا اطلاع‌رسانی مورد استفاده قرار می‌گرفت. در سلسله تانگ مردم به تدریج بادبادک را برای تفریح هوا می‌کردند. در سلسله «سون» در قرن ۱۰ میلادی، بادبادک چین به تدریج به مناطق مختلف جهان مانند کشورهای آسیایی کره شمالی، ژاپن، مالزی و اروپا و قاره آمریکا راه یافت. بادبادک چین در مناطق اروپایی و قاره آمریکا به وسیله پرواز تبدیل شد. سرانجام برادران «رایت» آمریکا نخستین هواپیمای مسافربری را ساختند. بدین سبب، در سالن نمایشگاه فضاپیمای واشینگتن آمریکا یک بادبادک چینی به چشم می‌خورد که روی آن نوشته‌است: نخستین وسیله پرواز بشر بادبادک و موشک چین است.

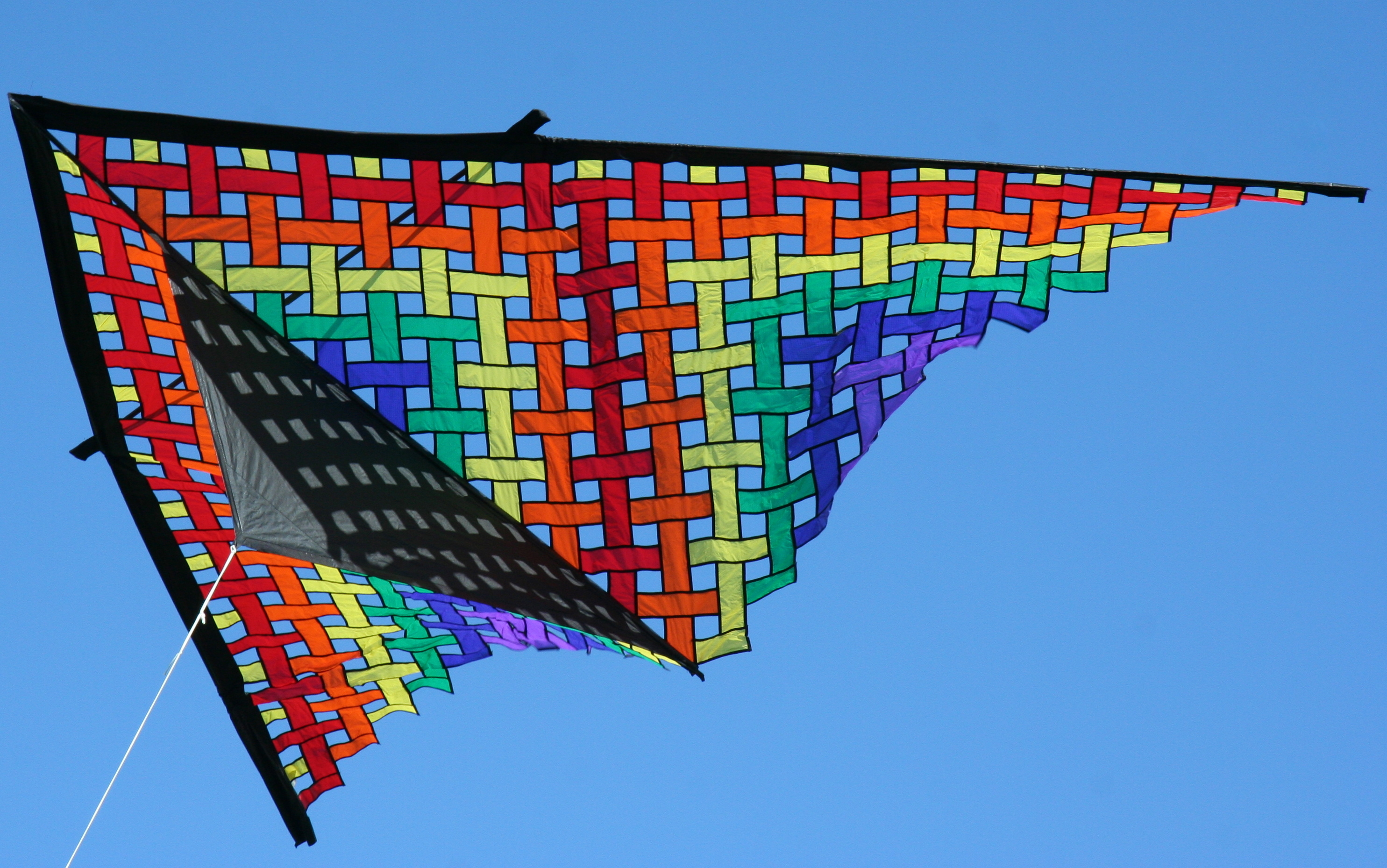
بادبادک کاغذی
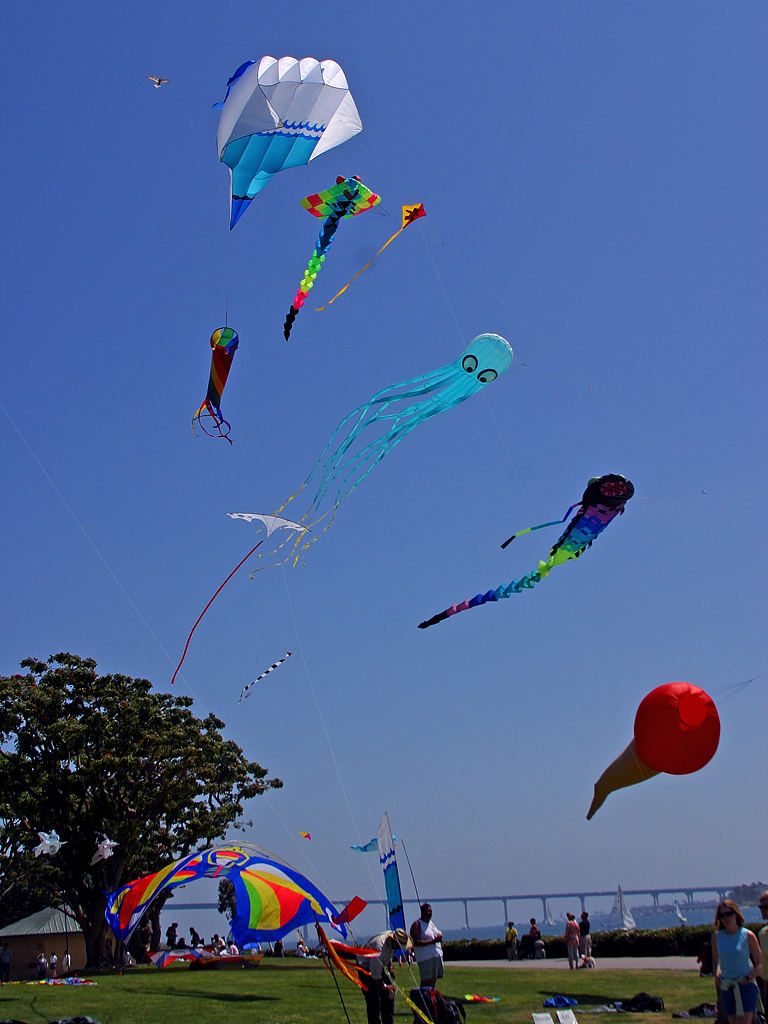
بادبادک پلاستیکی
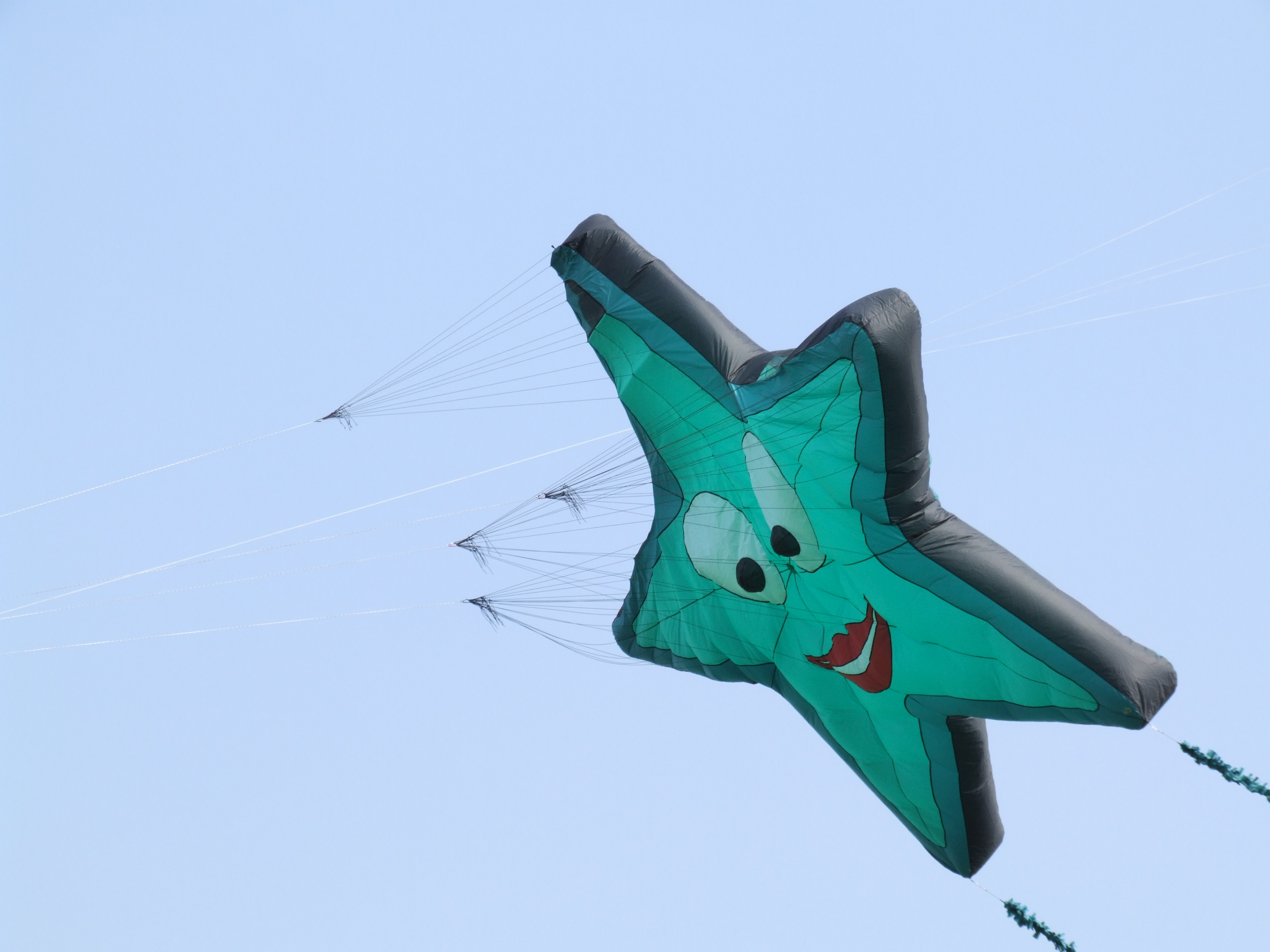
بادبادک پارچه‌ای
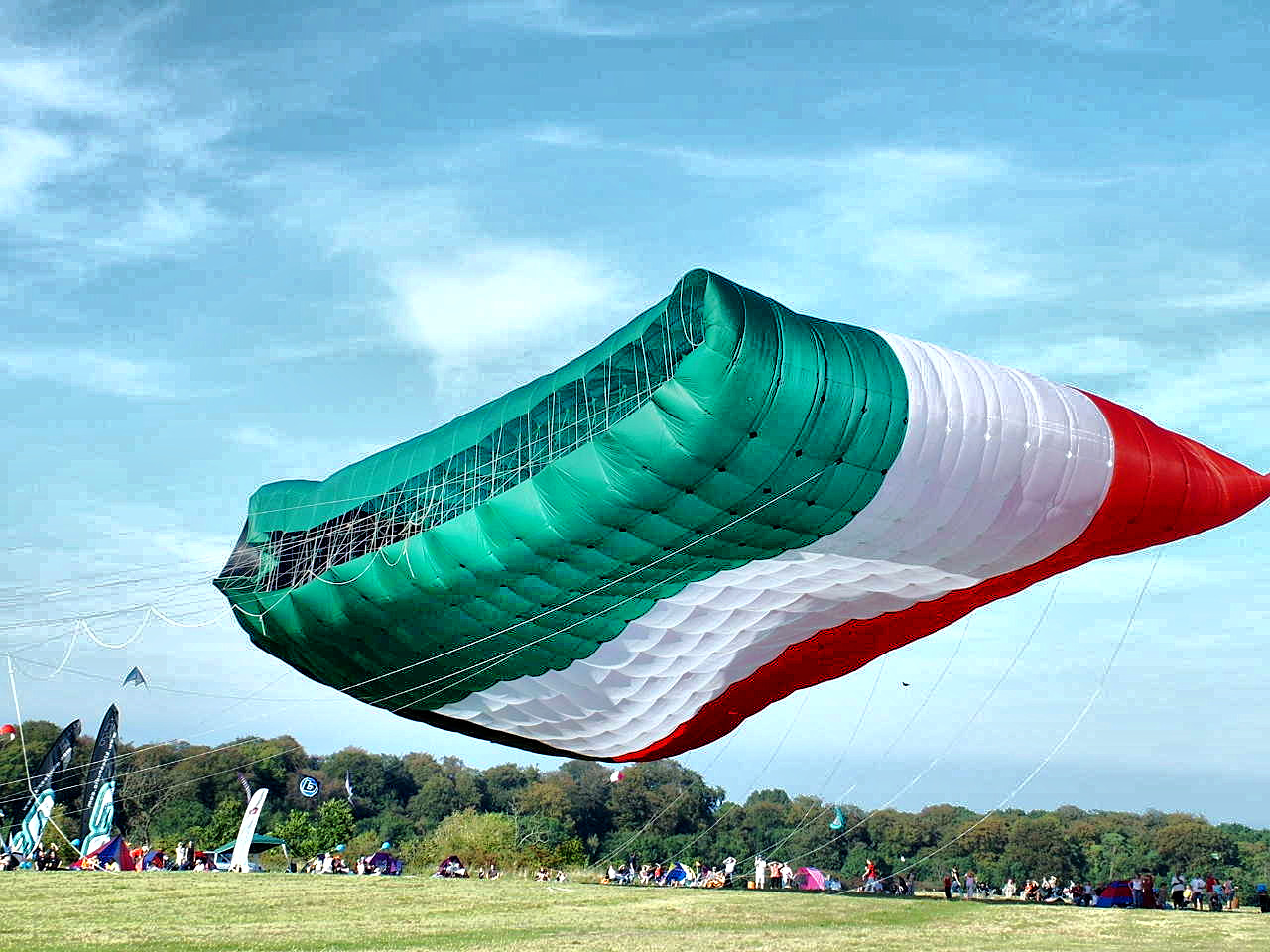
بادبادک پاکتی
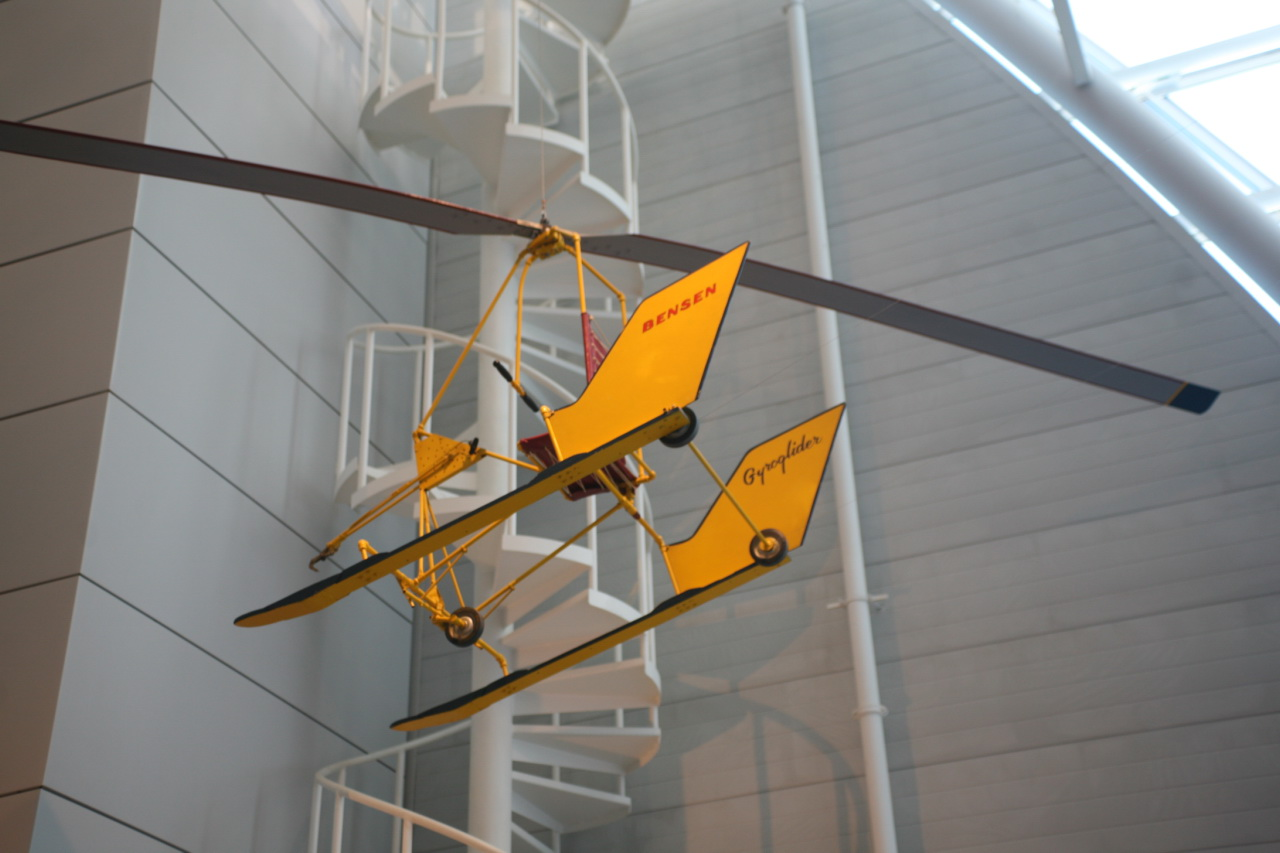
بادبادک پروانه‌دار
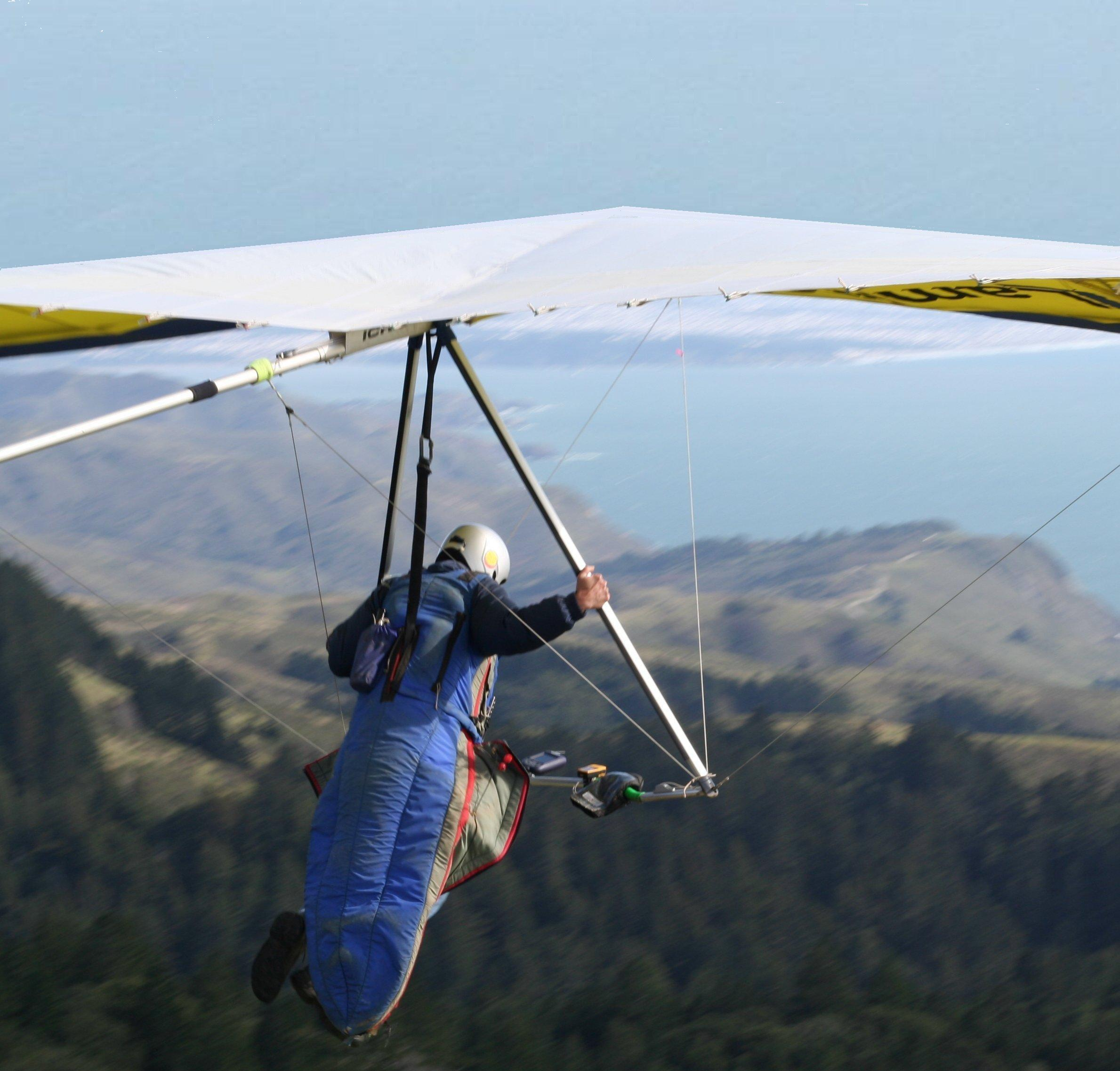
بادبادک انسان‌بر
 (گلایدر)